# Arreo (España)
Arreo es un concejo del municipio de Ribera Alta, en la provincia de Álava, País Vasco (España).

## Accesos
Por el pueblo solo pasa la carretera A-4318, que nace en la A-2622 por el norte, entre Añana y Paúl, y en la A-2122 por el sur, que atraviesa Caicedo de Yuso.

## Geografía
Esta pequeña localidad se encuentra en una zona elevada y boscosa que mira sobre el lago homónimo y una zona más seca en un pronunciado descenso hacia el valle del Ebro. A solo un par de kilómetros está la localidad de Añana y a unos 12 kilómetros en dirección sur se encuentra la ciudad de Miranda de Ebro.
Por el noreste se va hacia la capital de la provincia, Vitoria.

## Despoblados
Forma parte del concejo una fracción del despoblado de:
- Lagos.[2]

Forma parte del concejo el despoblado de:
- Olibani.[3]

## Demografía
| Gráfica de evolución demográfica de Arreo entre 2000 y 2017 |
|                                                             |
| Población de derecho según los censos de población del INE. |

## Patrimonio artístico
- Iglesia de Santo Tomás.
- Ermita de la Virgen del Lago.